# روميو فرمانت
روميو فرمانت هو لاعب كرة قدم بلجيكي، ولد في 24 يناير 2004 في بلجيكا. شارك مع منتخب بلجيكا تحت 17 سنة لكرة القدم.